# مختار حسین الجمل
مختار حسین الجمل (انگلیسی: Moukhtar Hussain El-Gamal؛ زادهٔ ۵ اوت ۱۹۳۵) بازیکن واترپلو اهل مصر بود.